# Rajiv van La Parra
Rajiv van La Parra, né le 4 juin 1991 à Rotterdam aux Pays-Bas, est un footballeur néerlandais qui joue au poste d'attaquant au Beerschot VA.

## Biographie

### Carrière de joueur

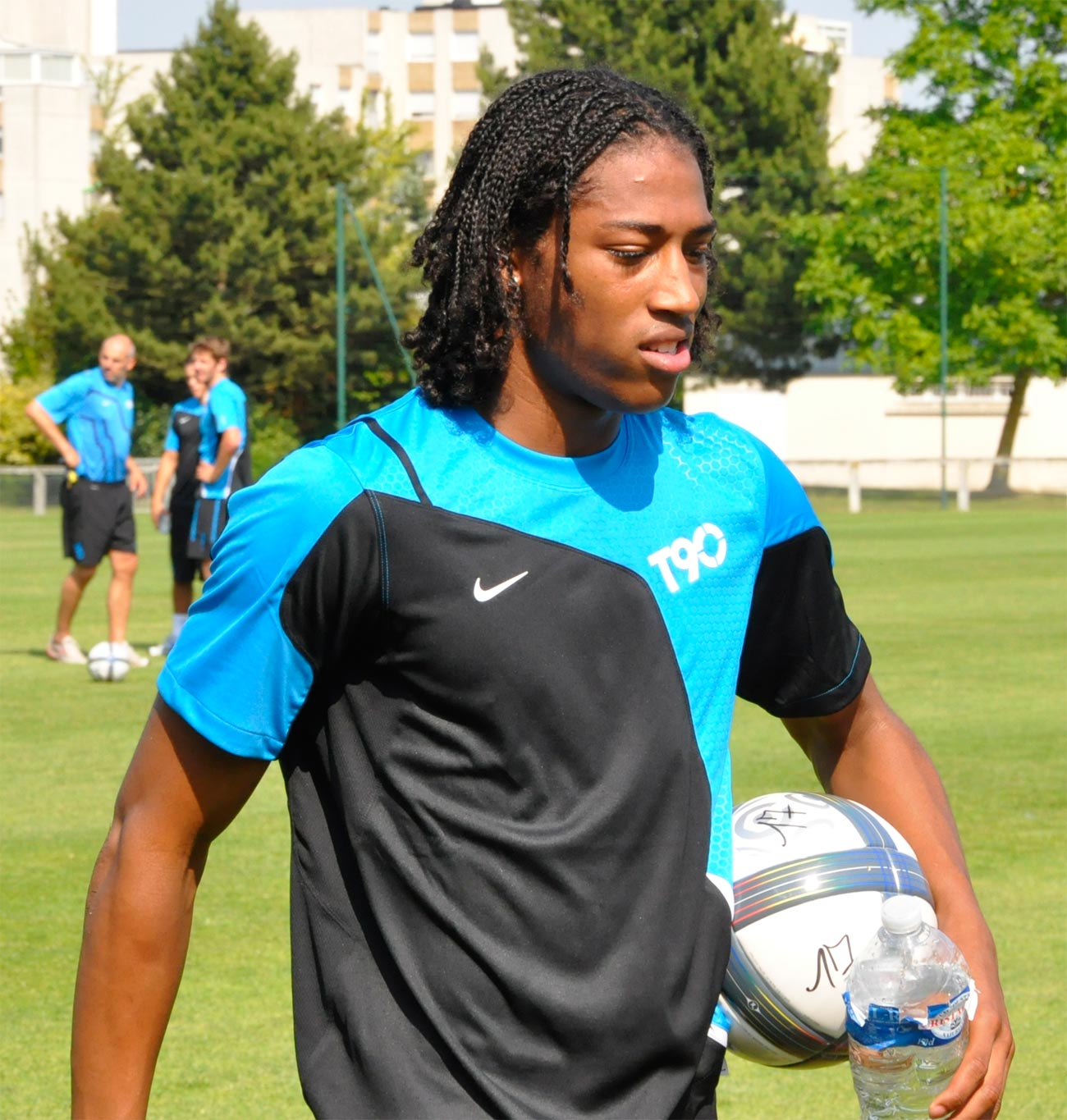
Rajiv van La Parra s’entraînant avec Caen en 2010.

Né à Rotterdam, sa mère l'a prénommé Rajiv en hommage à Rajiv Gandhi, fils d'Indira Gandhi, mort en mai 1991, un mois avant sa naissance. Mesurant 1,81m pour 72 kg et évoluant généralement comme ailier droit, il s'engage fin juin 2008 pour quatre ans avec l'équipe du SM Caen, en Ligue 1, après avoir suivi sa formation au Feyenoord Rotterdam. 
Il est alors international néerlandais des moins de 17 ans. Il participe avec cette sélection au championnat d'Europe des moins de 17 ans en 2008. Lors de cette compétition organisée en Turquie, il joue trois matchs. Les Pays-Bas s'inclinent en demi-finale face à l'Espagne, après prolongation.
Il fait sa première apparition en Ligue 1 le 8 novembre 2008, lors du derby Stade Malherbe de Caen - Le Havre AC (0-1) en entrant à la 83e minute à la place de Nicolas Florentin. Pour sa première saison en France, il joue surtout en équipe réserve, en CFA. En fin de saison, Caen descend en Ligue 2. Son adaptation se fait petit à petit, entre le changement de langue et le changement de système de jeu (4-3-3 aux Pays-Bas et 4-2-3-1 en Normandie), et il connaît sa première titularisation en Ligue 2 le 4 décembre 2009 lors de la défaite 1-2 contre Istres. 
Devenu international néerlandais des moins de 19 ans, il participe avec cette sélection au championnat d'Europe des moins de 19 ans en 2010. Lors de cette compétition organisée en France, il joue trois matchs. Avec un bilan d'une victoire et deux défaites, les Pays-Bas ne dépassent pas le premier tour.
Il inscrit son premier but professionnel avec le SM Caen lors de la victoire contre l'En avant Guingamp 2-0, le 12 décembre 2010, lors de la 24e journée de Ligue 2. En mai 2010, il pousse un arbitre lors du déplacement de l'équipe réserve à Moissy-Cramayel. Il écope finalement de cinq mois de suspension pour « conduite violente envers officiel », ce qui l'interdit de compétition jusqu'au 3 octobre 2010. 
Mécontent de ne pas jouer plus avec le SM Caen, il résilie son contrat avec le club le 26 août 2011. Quatre jours plus tard, il s'engage avec le SC Heerenveen pour une saison.
La Parra reste finalement trois saisons avec Heerenveen. Il inscrit avec cette équipe un total de 14 buts en Eredivisie. En 2012, il se met en évidence en étant l'auteur de deux doublés en championnat, lors de la réception du FC Groningue (victoire 3-0), puis du Roda JC (score final : 4-4). Il participe également aux tours préliminaires de la Ligue Europa (quatre matchs).
En juin 2014, il signe au Wolverhampton Wanderers FC en Angleterre.
Le 26 novembre 2015, il est prêté à Brighton. Puis le 11 mars 2016, il est prêté à Huddersfield. Le 31 décembre 2018, il est de nouveau prêté, pour six mois, à Middlesbrough, qui évolue alors en Championship.
En 2019, il est finalement transféré à l'étoile rouge de Belgrade. Il découvre avec cette équipe la phase de groupe de la Ligue des champions. Il joue cinq matchs dans cette compétition, avec pour résultats une seule victoire et quatre défaites.
Le 1er avril 2020, il quitte l'Étoile rouge, à l'instar de son coéquipier Jander (en), en raison de problèmes financiers dus à la pandémie de coronavirus.
Le 16 novembre 2020, il s'engage pour une saison en faveur de l'UD Logroñés, récemment promu en deuxième division espagnole.
Le 1er février 2021, il s'engage pour une saison en faveur des Würzburger Kickers, qui luttent pour le maintien en deuxième division allemande.

## Palmarès

### En club
- SM Caen
  - Champion de France de Ligue 2 en 2010

### En sélection
- Équipe des Pays-Bas des moins de 17 ans
  - Troisième de l'Euro des moins de 17 ans en 2008

## Vie privée
Rajiv van La Parra est le demi-frère des footballeurs Georginio Wijnaldum (Paris Saint-Germain) et de Giliano Wijnaldum (CION Vlaardingen (nl)).